# Tonbandgerät (Band)
Tonbandgerät ist eine deutsche Indie-Pop-Band aus Hamburg.

## Geschichte
Die Geschwister Isa und Sophia Poppensieker gründeten als Schülerinnen 2007 zusammen mit Ole Specht die Band Tonbandgerät.  2010 stieß Jakob Sudau als Schlagzeuger dazu, der zusammen mit den Schwestern Isa und Sophia zur Schule gegangen ist.
Nach ersten Auftritten spielte Tonbandgerät 2008 seinen ersten Auftritt außerhalb Hamburgs beim Singer-Songwriter-Festival in Stuttgart u. a. mit den damals noch recht unbekannten Bosse und Philipp Poisel.
Weitere Auftritte und die Produktion der ersten EP Du nennst es Tetris, ich nenn es Alltag folgten. Ende 2011 unterzeichnete die Band einen Plattenvertrag beim Major-Label Universal.
Tonbandgerät gewann im September 2012 den New Music Award, einen von ARD-Radioprogrammen verliehenen Musikpreis, den vor ihnen u. a. schon die Bands Kraftklub und Bonaparte gewonnen hatten. Im Oktober 2013 gewann Tonbandgerät ebenfalls den HANS – Der Hamburger Musikpreis als bester Hamburger Nachwuchs des Jahres.
Am 28. September 2012 veröffentlichte die Band mit Irgendwie anders ihre erste Single, das Debütalbum Heute ist für immer folgte im April 2013 und stieg auf Platz 31 der deutschen Albumcharts ein.
Auf Initiative des Goethe-Instituts machte die Band in den USA eine Tournee mit zehn Konzerten in Schulen, um bei amerikanischen Schülern Interesse an Deutsch als Fremdsprache zu wecken. Es folgten weitere Tourneen mit dem Goethe-Institut in Tschechien, Israel und China.
Bei der Teilnahme am Bundesvision Song Contest 2014 am 20. September 2014 bekam die Band mit dem Lied Alles geht 87 Punkte und belegte damit den fünften Platz.
Am 1. Mai 2015 erschien ihr zweites Album Wenn das Feuerwerk landet und stieg auf Platz 11 der Charts ein.
Am 7. September 2018 erschien das dritte Album Zwischen all dem Lärm bei Columbia (Sony) und stieg auf Platz 33 der Charts ein. Die im Mai 2018 veröffentlichte erste Single Reisegruppe Angst und Bange war ein Feature mit Jan Windmeier, dem Sänger von Turbostaat. Das Musikvideo zur Single Beckenrand wurde in Athen gedreht.
Seit 2019 zeichnen Ole Specht und Sophia Poppensieker alle zwei Wochen den Podcast Sommer ohne Wolken auf. Dort stellen sie unter anderem unveröffentlichte Tonbandgerät-Songs vor.
Im Jahr 2020 verschoben Tonbandgerät das geplante vierte Studioalbum und arbeiteten stattdessen an der Pixel Lametta-EP. Auf Grund des herrschenden Lockdowns nahmen sie ihre Instrumente und den Gesang getrennt voneinander zuhause auf. Am 14. August 2020 erschien daraus die erste Single Nenn es nicht Liebe, die ein Feature von Stefanie Heinzmann beinhaltet.
Ole Specht war Teil der deutschen Jury des Junior Eurovision Song Contest 2020.
2021 stieg Isa Poppensieker aus der Band aus. Ihr Abschiedskonzert spielte sie mit der Band am 21. Mai 2021 in der Fabrik in Hamburg.
Am 26. November 2022 veröffentlichten Tonbandgerät die Hellsehen-EP zum 15. Jubiläum der Band. Zur Feier des Tages gaben sie im Hamburger Musikclub Molotow drei Konzerte an einem Tag, bei dem sie jeweils die Alben in chronologischer Reihenfolge und in voller Länge spielten.
Tonbandgerät engagiert sich neben der Musik oft auch sozial. So spendeten sie 2015 den Erlös ihres Konzertes in der Großen Freiheit 36 in Hamburg an Pro Asyl oder beziehen in ihrem Song Lange her, den sie 2017 zur Bundestagswahl für das Demokratieprojekt Demotapes aufgenommen haben, Stellung. Im Oktober 2018 spielten sie bei der Großdemonstration zum Erhalt des Hambacher Forsts.

## Diskografie

### Alben
- 2013: Heute ist für immer
- 2015: Wenn das Feuerwerk landet
- 2018: Zwischen all dem Lärm
- 2024: Ein anderes Leben

### EPs
- 2009: Du nennst es Tetris, ich nenn es Alltag
- 2021: Pixel Lametta
- 2022: Hellsehen

### Singles
- 2012: Irgendwie anders
- 2013: Halbmond
- 2013: Raus hier
- 2013: Auf Drei
- 2014: Alles geht
- 2015: Sekundenstill
- 2018: Reisegruppe Angst und Bange (mit Jan Windmeier von Turbostaat)
- 2018: Mein Herz ist ein Tourist
- 2018: Beckenrand
- 2019: Der Letzte der Nacht (Live at Elbphilharmonie)
- 2020: Nenn es nicht Liebe (mit Stefanie Heinzmann)
- 2020: Bacardi Breezer
- 2020: Alle deine Lügen
- 2021: Dunkelblau
- 2022: Im Sommer 40 Grad (Schlaf Kindlein schlaf)
- 2022: So wie mit 19
- 2022: Happiness Comes in Waves
- 2022: Lynn
- 2024: 88 Luftballons
- 2024: Julilichter
- 2024: So schwer / So leicht
- 2025: Lange her

## Auszeichnungen
- 2010: Krach und Getöse von Rockcity Hamburg e. V.
- 2012: New Music Award
- 2012: HANS – Der Hamburger Musikpreis als Hamburger Nachwuchs des Jahres
- 2019: Initiativpreis Deutsche Sprache für ihre „lebensnahen und Leichtigkeit versprühenden Texte“, womit die Band „das Interesse am Deutschen als Fremdsprache vor allem bei amerikanischen Schülern geweckt habe“